# Castraz
Castraz là một đô thị ở tỉnh Salamanca, phía tây Tây Ban Nha, cộng đồng tự trị Castile-Leon. Đô thị này có cự ly 67 kilômét so với tỉnh lỵ Salamanca và có dân số thời điểm năm 2003 là 61 người. Đô thị này có diện tích 30,37 km² và nằm trên khu vực có độ cao 760 mét trên mực nước biển.